# Рибосомний білок S27a
Рибосомний білок S27a (англ. Ribosomal protein S27a) – білок, який кодується геном RPS27A, розташованим у людей на короткому плечі 2-ї хромосоми.  Довжина поліпептидного ланцюга білка становить 156 амінокислот, а молекулярна маса — 17 965.
| 10         |  | 20         |  | 30         |  | 40         |  | 50         |
| ---------- |  | ---------- |  | ---------- |  | ---------- |  | ---------- |
| MQIFVKTLTG |  | KTITLEVEPS |  | DTIENVKAKI |  | QDKEGIPPDQ |  | QRLIFAGKQL |
| EDGRTLSDYN |  | IQKESTLHLV |  | LRLRGGAKKR |  | KKKSYTTPKK |  | NKHKRKKVKL |
| AVLKYYKVDE |  | NGKISRLRRE |  | CPSDECGAGV |  | FMASHFDRHY |  | CGKCCLTYCF |
| NKPEDK     |  |            |  |            |  |            |  |            |

A: Аланін

C: Цистеїн

D: Аспарагінова кислота

E: Глутамінова кислота

F: Фенілаланін

G: Гліцин

H: Гістидин

I: Ізолейцин

K: Лізин

L: Лейцин

M: Метіонін

N: Аспарагін

P: Пролін

Q: Глутамін

R: Аргінін

S: Серин

T: Треонін

V: Валін

Цей білок за функціями належить до рибонуклеопротеїнів, рибосомних білків. 
Білок має сайт для зв'язування з іонами металів, іоном цинку. 
Локалізований у цитоплазмі, ядрі.